# Лев Оптинський
Ієросхімонах Лев Оптинський (світське ім'я Лев Данилович Наґолкін; 1768, Карачев, Бєлгородська губернія, Російська імперія — 11 (23) жовтня 1841, Козельськ) — російський релігійний діяч. Перший зі старців Оптиної пустині, які здобули славу цьому монастирю РПЦ.
Підприємець Василь Наґолкін, киянин, видавець творів Тараса Шевченка і Івана Котляревського, далекий родич Лева Оптинського.

## Життєпис
Народився у місті Карачеві Білгородської губернії Російської імперії (згодом Орловської губернії, нині Брянська область РФ) в родині руських православних християн, що належали до купецького стану імперії — Данила Васильєва сина і Улитти дочки Єгорової Наголкіних, судячи  за все нащадків так званих однодворців, суспільної верстви, яку у царстві Руському (Московському) складали нащадки стародавніх бояр і дітей боярських, а також хрещених ординців, вихідців з Золотої Орди, верстви якій у суспільстві Речі Посполитій відповідала мілка, «застінкова» шляхта і реєстрове козацтво.
Походячи з міщанського стану, в молодості служив приказчиком у одного купця.
1797 залишив світ і пішов до монастиря Оптина пустинь. 1799, відчуваючи проблеми зі здоров'ям, перейшов в Білобережську пустинь Орловської єпархії РПЦ. Монашеський шлях отець Леонід проходив під керівництвом старців схимонаха Федора і ієросхімонаха Клеопи — учнів преподобного Паїсія Величковського.
В 1801 році був пострижений у мантію під іменем Леонід. У 1804 році був обраний братіями у настоятеля.
У 1808 році ієромонах Лев пострижений у схиму.
В Оптиній пустині ієросхімонах Лев став засновником старчества і тривалий час повчав і духовно окормляв велику кількість людей. Серед його духовних чад були Макарій Оптинський, Амвросій Оптинський та інші релігійні діячі, канонізовані пізніше як святі Московською патріархією. Наприкінці 1820-х у числі послушників преподобного Лева був Дмитрій Олександрович Брянчанінов — майбутній святитель Ігнатій, єпископ Кавказький РПЦ (безпатріаршої).
У вересні 1841 року припинив харчуватися і до самої смерти щоденно причащався. Помер 11/23 жовтня 1841 року.